# (73839) 1996 GN8
(73839) 1996 GN8 – planetoida z pasa głównego asteroid okrążająca Słońce w ciągu 4,39 lat w średniej odległości 2,68 j.a. Odkryta 13 kwietnia 1996 roku.